# Премія імені Ірини Калинець
Премія імені Ірини Калинець за активну участь у громадсько-політичному житті України — премія, яку присуджує з 2013 Міжнародний благодійний фонд імені Ярослава Мудрого
Премія присвоюється за видатні здобутки у розвитку українського суспільства, утвердженні історичної пам'яті українського народу, його національної свідомості та самобутності, розвитку української освіти, культури та літератури, утвердженні авторитету України у світі.

## Лауреати

### 2012
Лауреатів 2012 року нагородили 21 лютого 2013 у День рідної мови в Інституті філології КНУ імені Тараса Шевченка.
- В номінації «За громадянську позицію та мужність у відстоюванні українських ідеалів» — Ірину Ключковську;
- в номінації «Білі плями» історії України" — Сергія Козака;
- в номінації «Виявлення та популяризація героїчних сторінок в історії України у музейній справі» — Вікторію Садову.[3]

### 2014
17 березня 2015 у Великій залі Інституту філології відбулося вручення Премій імені Ірини Калинець за 2014 рік:
- за громадянську позицію та мужність у відстоюванні українських ідеалів" — Лідія Купчик
- за виявлення та популяризація героїчних сторінок в історії України — Василь Глинчак
- за низку публікацій, в яких утверджується авторитет України та вивчаються «білі плями» історії України - Галині Райбедюк[4]

### 2015
18 березня 2016 у Великій залі Інституту філології  відбулося чергове вручення Премій імені Ірини Калинець. Лауреатами премії 2015 року стали:
- «За громадянську позицію та мужність у відстоюванні українських ідеалів» — Ковалів Юрій Іванович, український поет, критик, літературознавець, педагог, доктор філологічних наук, професор, лауреат Шевченківської премії, член Національної спілки письменників  України, автор близько 200 публікацій.
- «Виявлення та популяризація героїчних сторінок  в історії України» — Хоркавий Роман Богданович? поет, прозаїк, драматург, перекладач, автор понад сорока книг, член Національної спілки письменників  України.
- «За низку публікацій, в яких утверджується авторитет України та вивчаються „білі плями“ історії України» — Хланта Іван Васильович, фольклорист, літературознавець, бібліограф, етнограф, мистецтвознавець, автор понад 80 книг, доктор мистецтвознавства, кандидат філологічних наук, заслужений діяч мистецтв України, член Національної спілки журналістів України, член Національної спілки краєзнавців України, член Ліги українських композиторів України.

### 2016
22 березня 2017 року Лауреатами Премії 2016 року стали:
- «За громадянську позицію та мужність у відстоюванні українських ідеалів» — Горбаль Микола Андрійович, український поет, політик, громадський діяч, багаторічний політв'язень радянських таборів.
- за «Виявлення та популяризація героїчних сторінок  в історії України» — Зайцев Юрій Дмитрович, історик, канд. істор. наук за низку публікацій, в яких утверджується авторитет України. Досліджує нац.-визв. рух в Україні у 2-й половині 20 ст., від 1994 реалізує науковий проєкт «Усна історія України ХХ ст.» (аудіозаписи інтерв'ю з учасниками руху опору тоталітарному режимові). Опублікував книги документів та інтерв'ю з І. Дзюбою (2001), Ігорем Калинцем (2002), О. Різниківим (2007), Г. Михайленко (2008).
- «За низку публікацій, присвячених вивченню „білих плям“ історії України» — Зиль Андрій Степанович, член Національної спілки краєзнавців України (2011), Почесний громадянин міста Борисполя (2009), автор матеріалів про П. П. Чубинського.

### 2017
18 травня 2018 року нагородження відбувалося у Львівському національному університеті імені Івана Франка. . Лауреатами Премії 2017 року стали:
- за виявлення та популяризацію героїчних сторінок в історії України у музейній справі — Зінченко Петро Федорович
- за низку публікацій, в яких утверджується авторитет України та дослідження «білих плям» в історії України — Панченко Олександр Іванович
- за наполегливість і мужність у відстоюванні українських позицій та дослідження «білих плям» в історії України Шкраб'юк Петро Васильович

### 2018
22 травня 2019 року нагородження відбувалося у Національному музеї Тараса Шевченка в Києві. Лауреатами Премії 2018 року стали:
- за наполегливість та мужність у відстоюванні українських державницьких позицій, висвітленні «Білих плям» в історії України Овдієнко Марія Григорівна
- за низку наукових, науково-публіцистичних, публіцистичних публікацій по утвердженню авторитету України та дослідження «Білих плям» в історії України — Могильницька Галина Анатоліївна;
- за виявлення та популяризацію героїчних сторінок історії України — Стратан Ауріка Іванівна

### 2020
- за наполегливість та мужність у відстоюванні українських позицій, висвітлення «Білих плям» в документальному виданні «Сергій Жигалко. Зона непам'яти: приречений повернутися» — Скорик Михайло Тихонович, письменник
- за виявлення та популяризацію героїчних сторінок в історії України та відкриття «Музею українського спротиву на Бориспільщині в 1917—1991 років» — Білощицька Валентина Іванівна, директор Ревнівської школи Бориспільського району Київської області
- за громадську позицію, мужність у відстоюванні українських ідеалів та героїзм на фронті російсько-української війни — Войтенко Євген Олександрович, сержант Збройних Сил України